# Nymphon kurilokamchaticum
Nymphon kurilokamchaticum är en havsspindelart som beskrevs av Turpaeva, E.P. 1971. Nymphon kurilokamchaticum ingår i släktet Nymphon och familjen Nymphonidae. Inga underarter finns listade i Catalogue of Life.